# Субпрефектура М’Бой-Мирин
Субпрефектура М’Бой-Мирин (порт.-браз. Subprefeitura de M'Boi Mirim) — одна из 31 субпрефектур города Сан-Паулу, находится в северной части города. Общая площадь 62,10 км². Численность населения — 553 384 жителя.
Субпрефектура М’Бой-Мирин состоит из 2 округов:
- Жардин-Анжела (Jardim Ângela)
- Жардин-Сан-Луис (Jardim São Luís)

Название М’Бой-Мирин происходит от слов mboîa ("кобра") и mirim ("малый"), означающих «маленькая кобра (змейка)".